# Пітер Макпарланд
Пітер Джеймс Макпарланд (англ. Peter James McParland; 25 квітня 1934, Ньюрі — 4 травня 2025) — північноірландський футболіст, що грав на позиції нападника. По завершенні ігрової кар'єри — футбольний тренер. Відомий за виступами у низці англійських футбольних клубів, найбільш відомий за виступами в складі клубу «Астон Вілла», у якому протягом кількох років він був одним із кращих бомбардирів, а також за виступами у складі збірної Північної Ірландії, у складі якої був учасником чемпіонату світу 1958 року.

## Клубна кар'єра
Пітер Макпарланд народився у місті Ньюрі, та розпочав виступи на футбольних полях в ірландській команді «Дандолк» у 1951 році. Наступного року він перейшов до складу англійської команди першого дивізіону «Астон Вілла». У складі команди виступав протягом 10 років. був одним із найрезультативніших форвардів команди, відзначившись у 293 проведених матчах за команду в першому та другому дивізіонах англійського футболу 98 забитими м'ячами. У 1957 році Макпарланд разом із командою став володарем Кубка Англії, а в 1961 році володарем Кубка Футбольної ліги.
У 1962—1963 роках Пітер Макпарланд протягом року грав у складі команди «Вулвергемптон», а в 1963—1964 роках також протягом року в команді «Плімут Аргайл». У 1964 році став гравцем клубу «Вустер Сіті», а вже наступного року нетривалий час грав у канадському клубі «Торонто Інтер Рома», після чого короткий час перебував у складі клубу «Пітерборо Юнайтед», після чого вже в цьому ж 1965 році повернувся до «Вустер Сіті», де грав до 1967 року. У 1967—1968 роках Макпарланд грав у клубі Північноамериканської футбольної ліги «Атланта Чіфс», з якою став переможцем ліги у 1968 році. У 1968 році став головним граючим тренером північноірландського клубу «Гленторан», який привів до перемоги в першості 1969—1970 років. У 1971 році покинув «Гленторан», і на футбольних полях більше не грав.

## Виступи за збірну
З 1954 року Пітер Макпарланд грав у складі збірної Північної Ірландії. У складі збірної був учасником чемпіонату світу 1958 року у Швеції, на якому допоміг своїй команді вийти до чвертьфіналу, та став найрезультативнішим гравцем північноірландської збірної на чемпіонатах світу, відзначившись 5 забитими м'ячами. Усього в складі збірної провів 34 матчі, в яких відзначився 10 забитими м'ячами. Закінчив виступи в збірній у 1962 році.

## Кар'єра тренера
У 1968—1971 році як граючий головний тренер Пітер Макпарланд очолював белфастський «Гленторан». У 1980 році північноірландець очолював збірну Гонконгу. Пізніше Макпарланд також очолював тренерський штаб кіпрського клубу АЕЛ.

## Титули і досягнення

### Як гравця
- Володар Кубка Англії з футболу (1):

«Астон Вілла»: 1956–1957
- Володар Кубка Футбольної ліги (1):

«Астон Вілла»: 1960–1961
- Чемпіон НАСЛ (1):

«Атланта Чіфс»: 1968

### Як тренера
- Чемпіон Північної Ірландії (1):

«Гленторан»: 1969–1970